# Klasa (językoznawstwo)
Klasa – określenie zespołu elementów języka pełniących tę samą funkcję i mających tę samą dystrybucję, stosowane językoznawstwie strukturalistycznym (głównie w glossematyce).